# Бібліотека імені Григора Тютюнника для дітей
Бібліотека імені Г. Тютюнника для дітей Дніпровського району м.Києва.

## Характеристика
Площа приміщення бібліотеки — 480 м², книжковий фонд — 17 тис. примірників. Щорічно обслуговує 1,7 тис. користувачів, кількість відвідувань за рік — 12,0 тис., книговидач — 36,0 тис. примірників.

## Інформація про бібліотеку
Бібліотека заснована у 1970 році.
У 1998 році постановою Кабінету Міністрів України бібліотеці присвоєно ім'я українського письменника Григора Тютюнника. У 2001 році у зв'язку з адміністративно-територіальною реформою столиці ввійшла до складу ЦБС Дніпровського району. Завдяки вдалому розташуванню (5 хвилин від м. Лівобережна), в бібліотеці завжди багато читачів-учнів. Бібліотека обслуговує три спеціалізовані школи (англійську, фізико-математичну та гуманітарну). Фонди бібліотеки допомагають школярам поглибити знання з шкільної програми. Читачі беруть активну участь у культурних програмах і заходах міського та державного рівня. Щомісяця в бібліотеці проводяться творчі акції конкурси та вікторини.
Структурні підрозділи бібліотеки: абонемент та читальний зал.